# Právo okapu
Právo okapu byla pozemková domovní služebnost, která byla obsažena v § 489 všeobecného zákoníku občanského. Vzniknout mohla jak smlouvou, tak závětí nebo rozhodnutím soudu a její podstata spočívala v tom, že ten, komu byla ku prospěchu, mohl nechat stékat dešťovou vodu ze své střechy na střechu cizí, a vlastník této cizí střechy to musel strpět. Ten, komu byla ku prospěchu, se však musel starat o odklízení napadeného sněhu a udržovat samotný okap, pokud byl zřízen.
Nově se toto právo objevuje v prakticky nezměněné podobě jako služebnost okapu v § 1270 nového občanského zákoníku.